# 三浦しほ
三浦 しほ（みうら しほ、1976年10月6日 - ）は、日本の元AV女優、元ストリッパー。
東京都出身。

## 略歴
- 1996年 - AVデビュー。
- 2003年3月11日大阪東洋ショーでストリップデビュー。(所属も同劇場)

　
(2005年9月2日 新宿ニューアートで引退。)

## 作品

### アダルトビデオ
1996年
- 新淫乱伝説・序章（3月27日、シャイ企画） デビュー作
- 監禁絶叫ドール（4月30日、アテナ映像）
- 猥褻淑女 禁じられた遊び（5月24日、Gang）
- ぱっくり仰天 PART 3（6月25日、シェール）
- 失神快楽（7月30日、アドニス）
- 裏女尻　三浦しほ（8月30日、バビロン）
- 口内写生28（9月25日、シネマサプライ）
- 平成ブルマー倶楽部8（12月5日、笠倉出版社）[他]三枝美憂・田中愛華・藤谷サキ・秋山さおり・今井るみ・篠原ケイ・馬場康枝
- 緊縛レンタル妻　若妻、貸出し中5（12月13日、シネマジック）
- 裏満開　三浦しほ（12月20日、ダイアナ）

1997年
- 潮吹き倶楽部3（1月25日、宇宙企画）
- 一人エッチはもう飽きた!?　鍵っ子お嬢さん、放課後のFUCK漬け（3月15日、SLAVE）
- THE ワイドスペシャル6（3月20日、エルメス）
- ベスト・オブ・シネマジック　被虐の天使たち'96（4月4日、シネマジック）